# Vormann (Seenotrettung)
Vormann ist die traditionelle Bezeichnung der Deutschen Gesellschaft zur Rettung Schiffbrüchiger (DGzRS) für das führende und damit verantwortliche Besatzungsmitglied auf einem ihrer Rettungseinheiten. Der Vormann bzw. der 1. Vormann ist grundsätzlich der Vorgesetzte aller Besatzungsmitglieder einer DGzRS-Einheit und der Leiter einer DGzRS-Station. Die Tätigkeit des Vormanns ist vergleichbar mit der eines Kapitäns.
Aufgrund des Schichtdienstes auf den mit festangestellten Besatzungen besetzten Seenotrettungskreuzern gibt es dort mehrere Vorleute, die verantwortlich die Einsätze führen. Man unterscheidet daher zwischen dem 1. und dem 2. Vormann und ggf. 3. Vormann.
Der Begriff Vormann stammt aus den Anfangszeiten der Seenotrettung als die Besatzungen der Rettungsboote nur aus Freiwilligen bestand. Sie waren in aller Regel selbst Kapitäne, Lotsen oder Fischer, die die Gefahren der Seefahrt aus eigener Anschauung oder persönlichem Erleben kannten. Daher lag es nahe, für denjenigen, der das Kommando im Boot hatte, die "neutrale" Bezeichnung Vormann zu wählen. Außerdem geht der Begriff aus ganz praktischen Gründen auf das vorne liegende zurück. In den Zeiten der Ruderrettungsboote war der Steuermann der einzige, der nach vorne schauen konnte, da die Ruderer alle nur nach hinten blickten.
Auch im englischen Sprachraum hat sich für den Vormann im Seenotrettungsdienst ebenfalls ein eigener Begriff ausgebildet, er wird dort als coxswain bezeichnet.